# Sœurs maristes
Les sœurs maristes sont une congrégation religieuse féminine enseignante et caritative de droit pontifical.

## Histoire
En 1817, Jean-Claude Colin (1790-1875), vicaire à Cerdon, fait venir Jeanne-Marie Chavoin (1786-1858) pour commencer la branche féminine des pères maristes. Le 8 septembre 1823, avec le consentement d'Alexandre Devie, évêque de Belley, Jeanne-Marie Chavoin et une amie commencent officiellement la vie commune à Cerdon. Le 8 décembre 1824, les neuf premières sœurs font leur prise d'habit avec Jeanne-Marie Chavoin comme supérieure générale qui prend le nom de Mère Saint-Joseph. En 1825, les sœurs quittent Cerdon pour Belley, qui devient la première maison-mère des sœurs maristes.
L'institut se développe rapidement ; en 1858 la première succursale est ouverte à l'étranger, en Angleterre. La congrégation reçoit le décret de louange le 3 septembre 1864 et l'approbation du Saint-Siège le 29 octobre 1884. En 1889, elles installent leur maison-mère à Lyon, montée des Génovéfains.
Comme les religieux de la branche masculine, les sœurs maristes se répandent en Océanie et fondent en 1891 une branche aux Fidji.
La congrégation est gravement touchée par les lois anti-congrégationistes françaises, qui forcent les religieuses à transférer la maison-mère en Belgique. En 1955, la maison généralice est transférée à Rome.

## Fusion
Les Petites servantes de Nazareth sont fondées à La Neylière en 1922 par le Père mariste Alexandre Billion (1866-1948) et Marcelle Charrionen religion Sœur Marie de la Trinité pour le service domestique des communautés de prêtres réguliers ou séculiers. Elles exercent leur ministère dans diverses maisons maristes : La Neylière, Belley, Morhange, Lyon, Sainte-Foy-lès-Lyon, Riom et Toulon. Elles servent également au petit séminaire et à la résidence archiépiscopale de Lyon, ainsi que dans les maisons de retraite diocésaines de Lyon et d'Oran, en Algérie. L'institut devient une congrégation de droit diocésain le 25 octobre 1947avec des constitutions dont l'esprit est identique à celui de la Société de Marie, mettant l'accent sur la vie de Nazareth appliquée au service des prêtres. La congrégation fusionne avec les sœurs maristes le 21 novembre 1968.

## Activités et diffusion
Les maristes se consacrent à l'enseignement et à d'autres activités sociales et caritatives.
Elles sont présentes en:  
- Europe : France, Irlande, Italie, Royaume-Uni.
- Amérique : Brésil, Canada, Mexique, États-Unis.
- Afrique : Sénégal, Gambie.
- Asie : Philippines.
- Océanie : Australie, Fidji, Nouvelle-Zélande.

La maison généralice est à Rome. 
En 2017, la congrégation comptait 294 sœurs dans 67 maisons.